# Хлебинское сельское поселение
Хле́бинское се́льское поселе́ние — упразднённое сельское поселение в Теньгушевском районе Республики Мордовия.

## История
Образовано в 2004 году в границах, определённых Законом Республики Мордовия от 28 декабря 2004 года. В 2014 году Хлебинское сельское поселение включено в состав Барашевского сельского поселения.

## Население
| 2002 | 2010 | 2012 | 2013 | 2014 |
| ---- | ---- | ---- | ---- | ---- |
| 410  | ↘309 | ↘303 | ↘295 | ↘286 |

## Состав поселения
В состав поселения входили:
- село Хлебино — административный центр поселения,
- деревня Белорамино,
- деревня Ивановка,
- деревня Клемещей.

## Достопримечательности
Возле деревни Ивановка находится озеро Пиявское — самое большое карстовое озеро на территории Мордовии, площадью около 9 гектаров (особо охраняемая природная территория).